# US Ouagadougou
US Ouagadougou is een Burkinese voetbalclub uit de hoofdstad Ouagadougou.
De club speelde voornamelijk in de hoogste klasse, maar in 2009 degradeerde de club. US werd zevende op veertien, maar om het aantal clubs uit de hoofdstad te beperken moesten die clubs een onderlinge eindronde spelen waarbij US laatste werd.

## Erelijst
Landskampioen
1967, 1983
Beker van Burkina Faso
Winnaar: 2005
Finalist: 2000, 2007
Burkinabé SuperCup
2004/05
AJEB · US Comoé de Banfora · Racing Club de Bobo · AS Douanes · AS Faso-Yennenga · AS Fonctionnaires · US Forces Armées · Rail Club du Kadiogo · ASEC Koudouguou · Majestic SC · Étoile Filante Ouagadougou · US Ouagadougou · AS Police · Rahimo FC · Salitas FC · AS SONABEL